# Словник українських приватних бібліотек
«Словник українських приватних бібліотек» — енциклопедичне видання, автором якого є Іван Максимович Лисенко.
Книга вийшла у 2009 році у київському видавництві «Рада» накладом 200 примірників. 
Книга містить відомості про понад 800 приватних бібліотек в Україні і їх фундаторів від найдавніших часів до 20 століття. Автор також подав відомості про українські бібліотеки, які формувалися за межами України, зокрема українськими емігрантами. У виданні опущена інформація про приватні книгозбірні, які ще продовжують формуватися нинішніми власниками.
Видання містить інформацію про історію створення, фонд, жанрову специфіку, долю бібліотек, а також про діяльність фундаторів. Під кожною статтею подаються посилання на літературу чи архівні матеріали, якщо вони існують.
Перелік представлених у виданні бібліотек не є вичерпним — це лише перша спроба узагальнити, підсумувати інформацію про українські приватні бібліотеки.

## Бібліографічний опис
Лисенко І. Словник українських приватних бібліотек / Іван Лисенко. – К. : Рада, 2009. – 215 с. ISBN 978-966-7087-84-5.